# Bernard Knowles
Bernard Knowles (* 20. Februar 1900 in Manchester; † 12. Februar 1975 in Taplow, Buckinghamshire) war ein britischer Kameramann und Filmregisseur.

## Leben
Bernard Knowles war nach dem Ersten Weltkrieg in den USA als Pressefotograf tätig. Nach der Rückkehr in sein Heimatland arbeitete er sich über die Stationen Kameraassistent und Kameramann in die Funktion des Chefkameramanns hoch und fotografierte für Regisseure wie Herbert Wilcox, Victor Saville und Berthold Viertel, vor allem aber für Alfred Hitchcock, für dessen bekanntesten noch in Europa entstandenen Filme er als Kameramann verantwortlich zeichnete. Ab Mitte der 1940er Jahre war Knowles auch als Regisseur tätig, wobei seine in der Regel anspruchslosen Unterhaltungsfilme beim Publikum auf erheblich größeren Zuspruch stießen als bei der Filmkritik. Ab Beginn der 1950er Jahre war Knowles hauptsächlich für das Fernsehen tätig und arbeitete nur noch gelegentlich für das Kino.

## Filmografie (Auswahl)
als Kameramann
- 1935: Die 39 Stufen (The 39 Steps)
- 1935: King of the Damned
- 1936: Rhodes of Africa
- 1936: Geheimagent (Secret Agent)
- 1936: Sabotage
- 1937: Jung und unschuldig (Young and Innocent)
- 1939: Riff-Piraten (Jamaica Inn)
- 1940: Eine ruhige Hochzeit (Quiet Wedding)
- 1940: Gaslicht (Gaslight)
- 1944: Cornwall Rhapsodie (Love Story)

als Regisseur
- 1944: Es blieb etwas zurück (A Place of one’s own)
- 1946: Paganini (The magic Bow)
- 1947: Piratenliebe (The Man within)
- 1947: Symbol des Glücks (The white Unicorn)
- 1947: Zigeunerblut (Jassy)
- 1948: Toto-Glück (Easy Money)
- 1949: Geliebte nach Maß (Perfect Woman) – auch Drehbuch
- 1953: Die blonde Spionin (Park Plaza 605) – auch Drehbuch
- 1964: Der Fall X 701
- 1965: Spaceflight IC-1
- 1967: Hell Is Empty
- 1967: Magical Mystery Tour